# オウラノサウルス
オウラノサウルス (Ouranosaurus) は、中生代の前期白亜紀（約1億2,500万 ~ 約1億1,200万年前）にアフリカ大陸北部、現在のニジェールに生息していたイグアノドン科の恐竜。属名の意味は「勇敢なトカゲ」またはギリシャ神話の神ウーラノスにちなんで「天のトカゲ」ともされている。

## 形態
全長約7.2メートル。嘴状の口や親指はイグアノドンとほぼ同じだが、眼窩の間に一対の骨質のコブがあり、また脊椎の神経棘が伸長している。この突起は肩近辺で長く、背面を下るにつれ短くなる。その用途は威嚇や性的ディスプレイの他、生息地の高温から考えて、棘突起の間には皮膜の帆が張られ、体温調節のラジエターとして機能した可能性もある。同地のやはり背に帆を持つスピノサウルスやレッバキサウルス共々、所属グループの一員が環境に応じた進化を遂げたとすれば恐竜の適応力のほどの証左といえる。これとは別に、バイソン属等の様に筋肉の隆起だったという説や、ラクダ達の様に脂肪からなる厚みのあるコブがあったとする説もある。

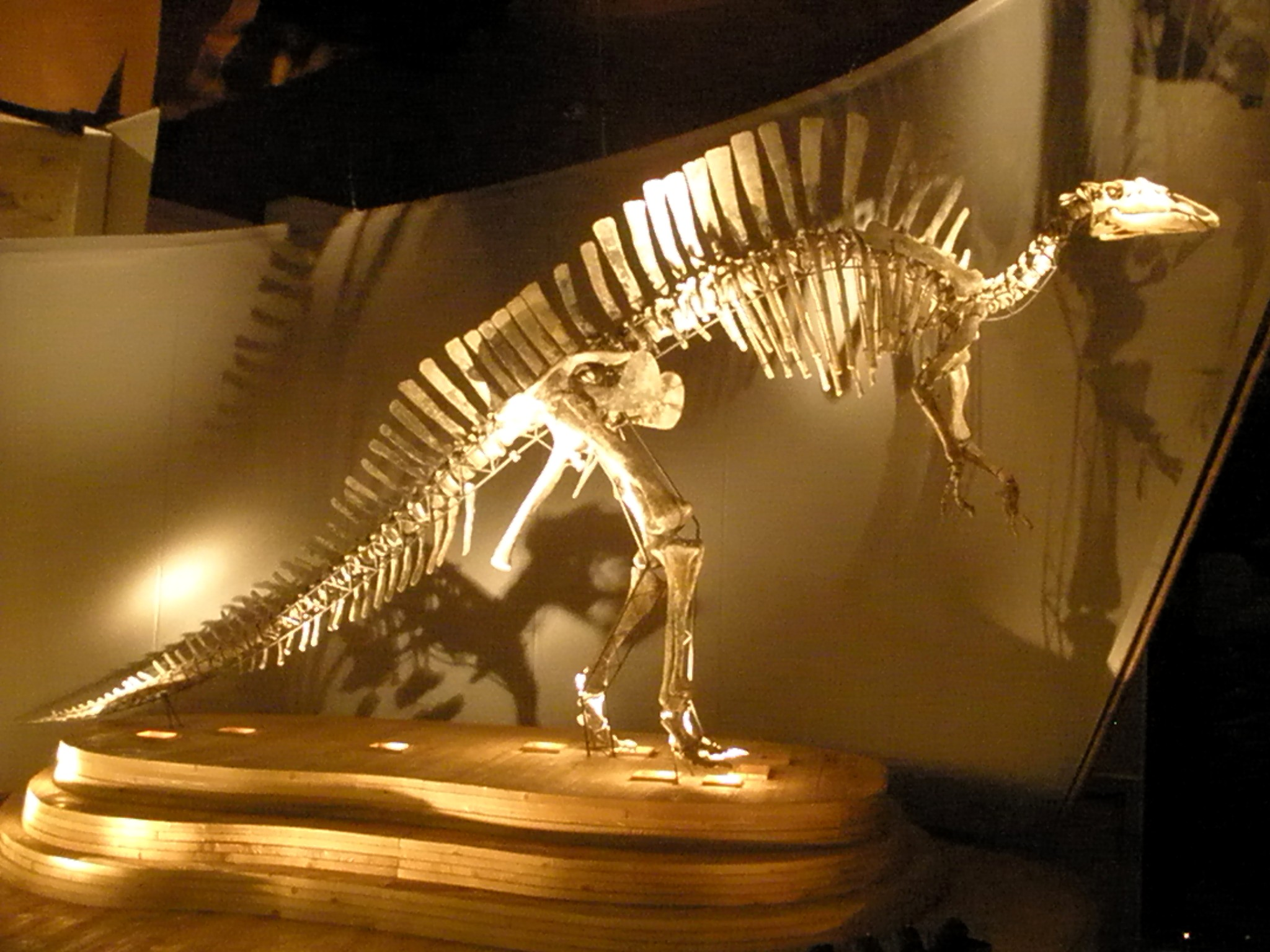
全身骨格
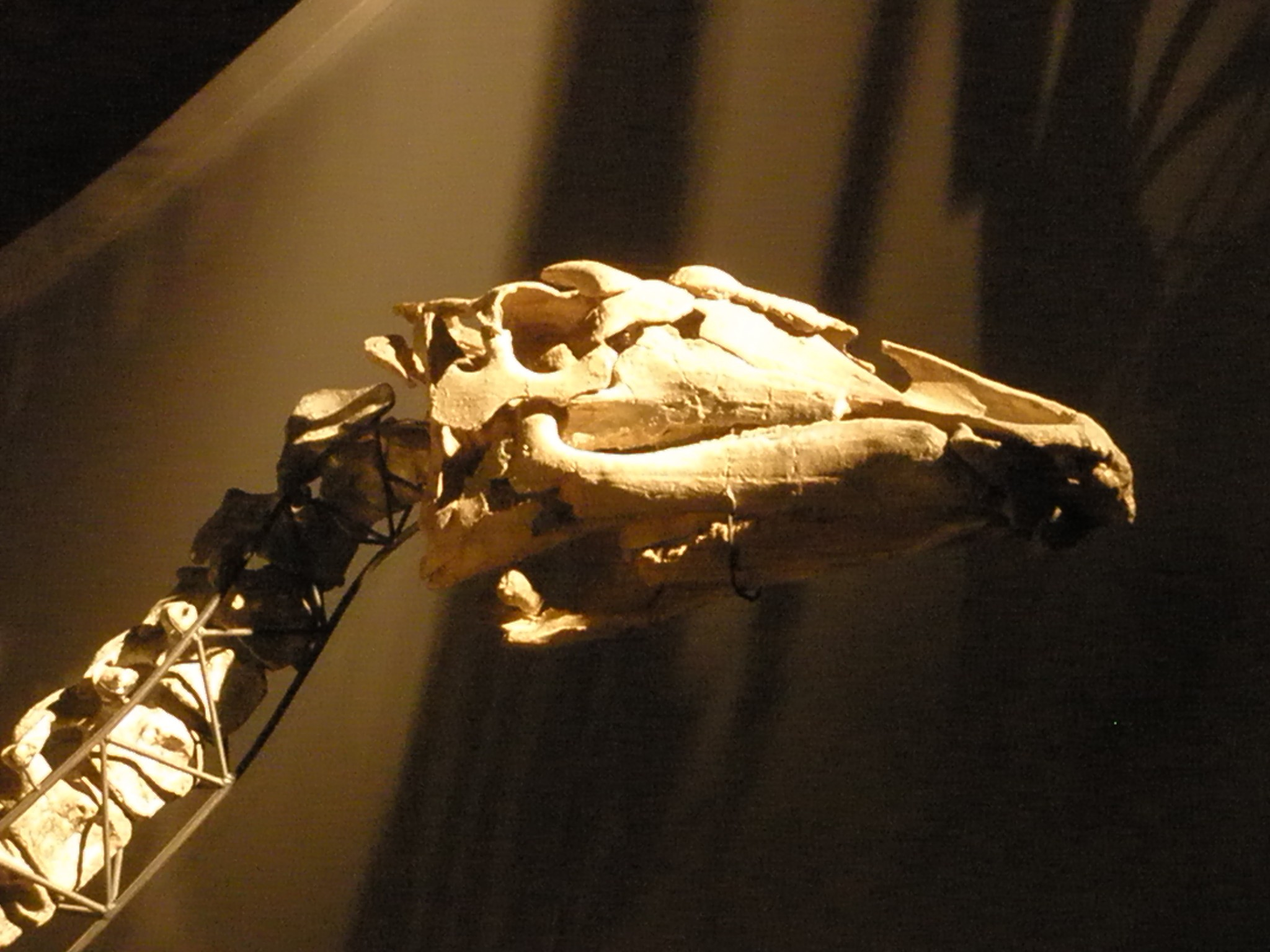
頭骨
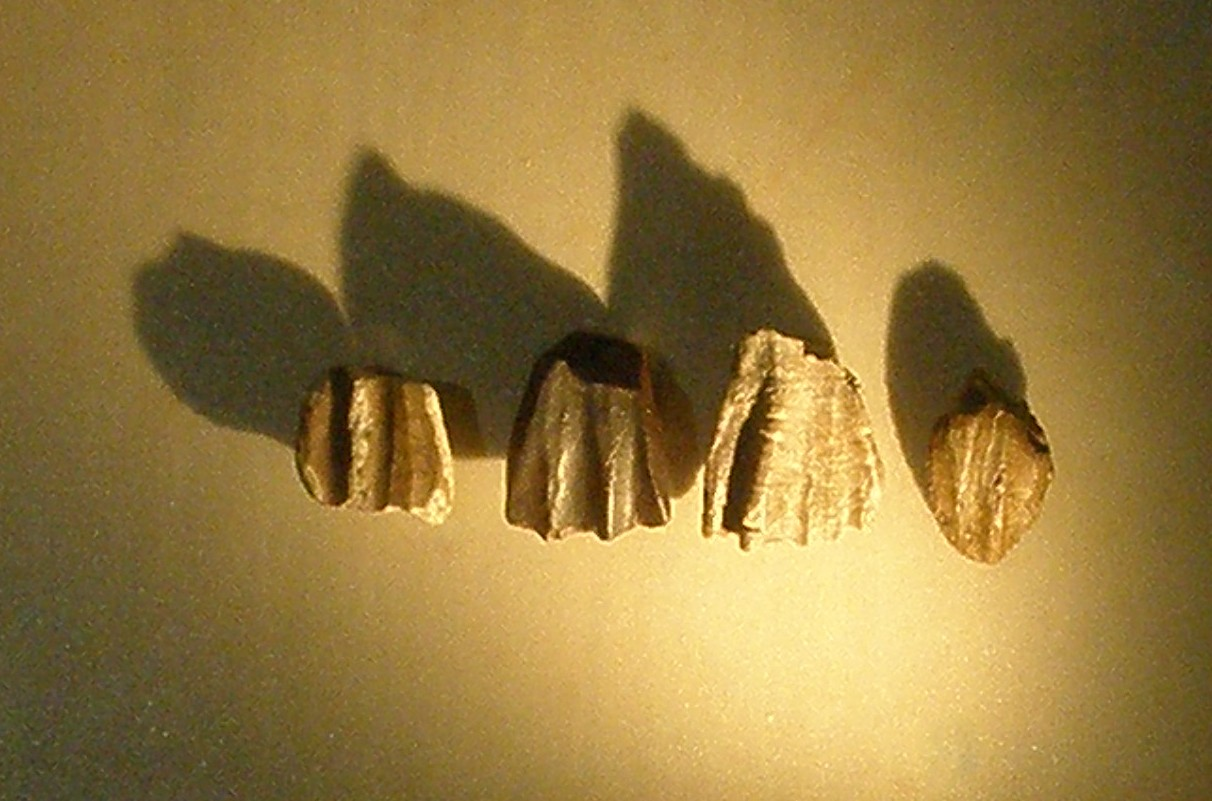
歯
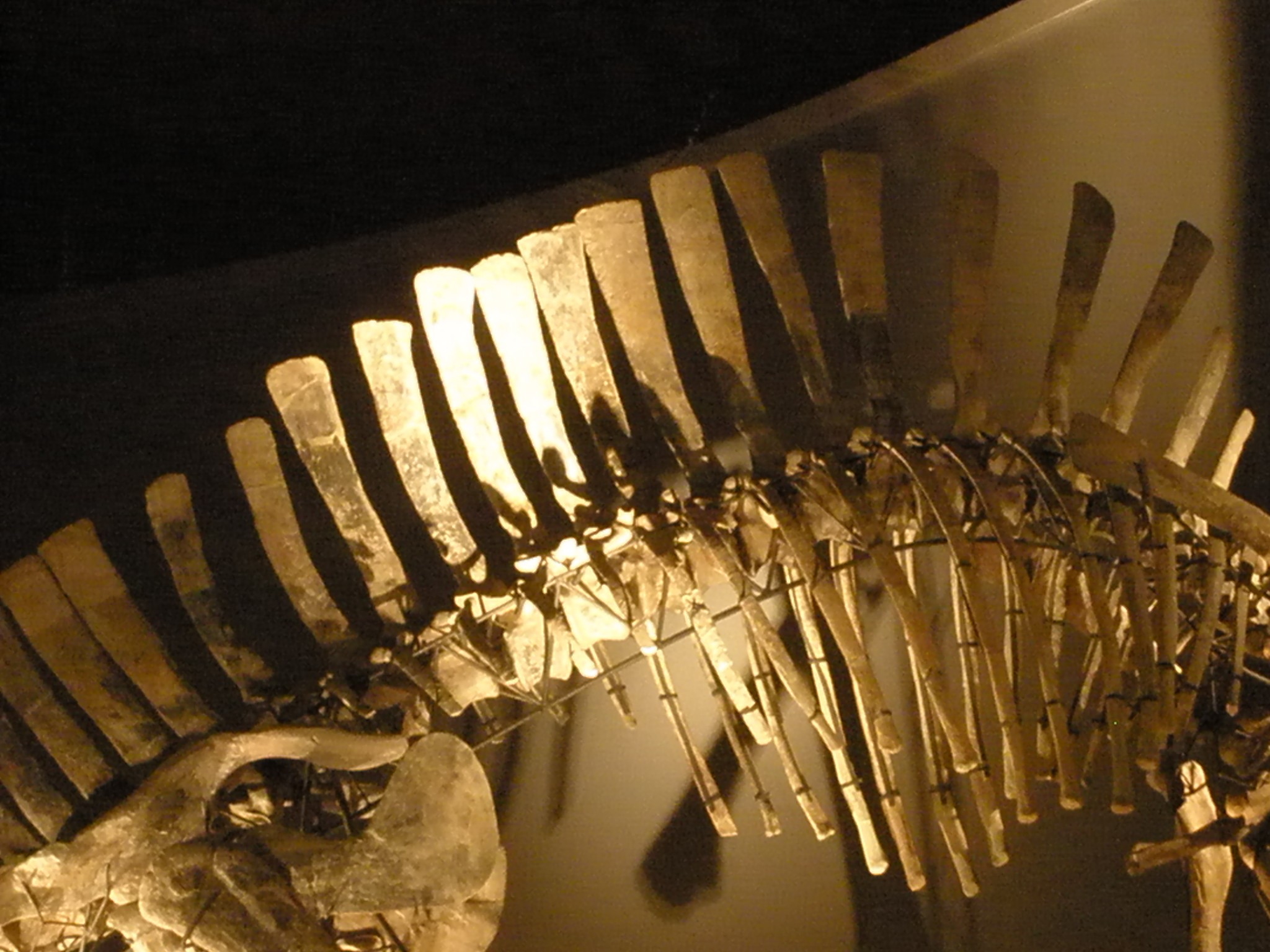
脊椎と伸長した棘突起

## 文化面
映像
- プラネット・ダイナソー

9500万年前〜9300万年前の北アフリカを舞台とした話に登場した。2種類の大型獣脚類カルカロドントサウルスとスピノサウルスの餌食となる場面が何度か見られる。複数のシーンでは脇役としても登場している。(BBC制作)
漫画
- DINO2/恐竜物語…所十三(著)

白亜紀前期の北アフリカを舞台とした作品の冒頭にて、帆に脂肪をつけて砂漠を渡り歩くラクダのような生態の植物食恐竜として登場した。なお渡りの途中で溺死した個体は主人公のスコミムスたちが雨期の間の食料源としている。